# Perewiaska marmurkowa
Perewiaska marmurkowa, perewiaska, tchórz marmurkowy, perewizka (Vormela peregusna) – gatunek drapieżnego ssaka z rodziny łasicowatych, występujący w południowo-wschodniej Europie i Azji. Jedyny przedstawiciel rodzaju Vormela.

## Systematyka
Takson po raz pierwszy opisany przez J. A. Güldenstädta w 1770 roku pod nazwą Mustela peregusna. Jako miejsce typowe autor wskazał „habitat in campis apricis desertis Tanaicensibus”, uściślone przez Honackiego i współpracowników w 1982 roku na stepy w dolnym biegu rzeki Don w obwodzie rostowskim w Związku Radzieckim. Jedyny przedstawiciel rodzaju Vormela utworzonego przez A. W. H. Blasiusa w 1884 roku.

## Nazewnictwo
W polskiej literaturze zoologicznej gatunek Vormela peregusna był oznaczany nazwą „perewiaska”. W wydanej w 2015 roku przez Muzeum i Instytut Zoologii Polskiej Akademii Nauk publikacji „Polskie nazewnictwo ssaków świata” gatunkowi nadano nazwę „perewiaska marmurkowa”, rezerwując nazwę „perewiaska” dla rodzaju tych ssaków.

## Wygląd
Sierść jasnobrązowa z żółtobiałymi plamami, brzuch i koniec ogona ciemnobrązowe.
Średnie wymiary
- Długość ciała – 35 cm
- Długość ogona – 20 cm
- Masa ciała – 0,8 kg

## Tryb życia
Prowadzi nocny i samotniczy tryb życia. Żywi się głównie gryzoniami, a także ptakami, gadami i płazami. Żyje w norach lub w szczelinach skalnych. Zaatakowana wydziela cuchnącą wydzielinę gruczołów przyodbytowych.

## Rozmnażanie
Samica rodzi 4–8 młodych po ciąży trwającej 60 dni. Zwierzęta dojrzewają płciowo w wieku 9 miesięcy.